# 第一佩達什卡
49°15′9″N 35°13′1″E / 49.25250°N 35.21694°E
第一佩達什卡（烏克蘭語：Педашка Перша）是位於烏克蘭東部的村莊，由哈爾科夫州别列斯京区的扎切皮利夫卡市鎮負責管轄。該村始建於1799年，面積0.83平方公里，2001年人口4，人口密度每平方公里4.81人。